# Federico Tomasoni
Federico Tomasoni (4 de julio de 1997) es un deportista italiano que compite en esquí acrobático. Ganó una medalla de bronce en el Campeonato Mundial de Esquí Acrobático de 2023, en la prueba de campo a través por equipo.

## Medallero internacional
| Campeonato Mundial | Campeonato Mundial  | Campeonato Mundial | Campeonato Mundial        |
| Año                | Lugar               | Medalla            | Prueba                    |
| ------------------ | ------------------- | ------------------ | ------------------------- |
| 2023               | Bakuriani (Georgia) | Medalla de bronce  | Campo a través por equipo |